# Tessennano
Tessennano és un comune (municipi) de la província de Viterbo, a la regió italiana del Laci, situat a uns 90 km al nord-oest de Roma i a uns 25 km a l'oest de Viterbo.
Tessennano limita amb els municipis següents: Arlena di Castro, Canino, Cellere, Piansano i Tuscània.
L'any 2011 la seva població era de 281 habitants.